# وجهات الخطوط الجوية اليمنية
تشمل هذه المقالة قائمة بالوجهات التي تخدمها الخطوط الجوية اليمنية. وقد تأثرت هذه الوجهات بعد اندلاع الحرب اليمنية السعودية.

## اليمن
- صنعاء (مطار صنعاء الدولي). [مركز العمليات]
- عدن (مطار عدن الدولي).
- حضرموت (مطار الريان الدولي).
- سقطرى (مطار سقطرى).
- تعز (مطار تعز الدولي).
- الحديدة (مطار الحديدة الدولي).
- الغيضة (مطار الغيضة).
- سيئون (مطار سيئون).

## آسيا
- الهند
  - مومباي (مطار شيفاجي)

### جنوب شرق آسيا
- اندونيسيا
  - جاكرتا (مطار سوكارنو هاتا الدولي).
- ماليزيا
  - كوالالمبور (مطار كوالالمبور الدولي).
- الأردن
  - عمان (مطار الملكة علياء الدولي).
- الكويت
  - مدينة الكويت (مطار الكويت الدولي).
- لبنان
  - بيروت (مطار بيروت - رفيق الحريري الدولي).
- قطر
  - الدوحة (مطار الدوحة الدولي).
- السعودية
  - جدة (مطار الملك عبد العزيز الدولي).
  - الرياض (مطار الملك خالد الدولي).
- سوريا
  - دمشق (مطار دمشق الدولي).
- الإمارات العربية المتحدة
  - أبوظبي (مطار أبوظبي الدولي).
  - دبي (مطار دبي الدولي).
- تركيا
  - إسطنبول (مطار أتاتورك الدولي).

## أوروبا
- فرنسا
  - باريس (مطار شارل ديغول الدولي).
  - مرسيليا (مطار مارسيليا).
- ألمانيا
  - برلين (مطار برلين شونفيلد).
  - فرانكفورت (مطار فرانكفورت الدولي).
- إيطاليا
  - روما (مطار ليوناردو دافنشي).
- المملكة المتحدة
  - لندن (مطار لندن هيثرو).
  - مانشيستر (مطار مانشستر الدولي).

## أفريقيا
- أثيوبيا
  - أديس أبابا (مطار أديس أبابا).
- مصر
  - القاهرة (مطار القاهرة الدولي).
- جيبوتي
  - جيبوتي (مطار جيبوتي الدولي).
- السودان
  - الخرطوم (مطار الخرطوم الدولي).
- جزر القمر
  - موروني (مطار موروني الدولي).